# 結晶面
結晶面（けっしょうめん、英: crystal face, crystal plane）とは結晶の表面を形成する面のことである。結晶は結晶格子を構成単位としているので結晶面も結晶格子の幾何学的規則性を反映しているが、結晶格子の面と一対一で対応するものではなく、結晶格子内の原子（分子）を含む任意の平面になっている。
結晶の成長は環境に依存するため、必ずしも等方向的ではなく一定の形状にはならない。しかし結晶面同士の成す角度は結晶に固有で結晶の成長する方向が非等方向的であっても一定である。これを面角一定の法則あるいは面角不変の法則と呼ぶ。